# Avenue Gustave Demey
 (août 2025).
Si vous disposez d'ouvrages ou d'articles de référence ou si vous connaissez des sites web de qualité traitant du thème abordé ici, merci de compléter l'article en donnant les références utiles à sa vérifiabilité et en les liant à la section « Notes et références ».
 (août 2025).
Motif : Rue sans notoriété évidente. Sources secondaires semblent absentes.
- Archive Wikiwix
- Bing
- Cairn
- DuckDuckGo
- E. Universalis
- Gallica
- Google
- G. Books
- G. News
- G. Scholar
- Persée
- Qwant
- (zh) Baidu
- (ru) Yandex
- (wd) trouver des œuvres sur Wikidata

| 1. | Préciser le motif de la pose du bandeau. | Précisez le motif de la pose du bandeau en utilisant la syntaxe suivante : {{admissibilité à vérifier\|date=août 2025\|motif=remplacez ce texte par le motif}}                            |
| 2. | Informer les utilisateurs concernés.     | Pensez à avertir le créateur de l'article, par exemple, en insérant le code ci-dessous sur sa page de discussion : {{subst:avertissement admissibilité à vérifier\|Avenue Gustave Demey}} |

L'avenue Gustave Demey est une rue bruxelloise de la commune d'Auderghem qui relie l'avenue de la Houlette (quartier des Pêcheries) à l'avenue Edmond Van Nieuwenhuyse où commence le viaduc Hermann-Debroux de la E411 vers Namur et Luxembourg sur une longueur de 640 mètres. La numérotation des habitations va de 21 à 143 pour le côté impair et de 4 à 156 pour le côté pair.

## Historique et description
À l'origine, l'avenue courait sans interruption depuis le boulevard du Souverain jusqu'à l'avenue de la Houlette. 
Elle fut tracée le long de terrains marécageux pendant le maïorat de Gustave Demey.
Son nom avait été donné à cette voie publique alors qu'il exerçait encore les fonctions de bourgmestre. Son collège échevinal prit cette décision le 20 juin 1925 en vue de rappeler à la postérité les services rendus, à sa commune, en qualité de Premiers Magistrat d'Auderghem.
La construction de l'E411 priva l'avenue de beaucoup de ses attraits. Depuis lors, les accès et sorties de l'autoroute, ainsi que les parkings, ont rendu la traversée de l'avenue impossible aux piétons à ces endroits. On décida d'interrompre l'avenue du côté impair : à hauteur de la maison no 47, on se retrouve dans l'avenue Dehoux qui commence sur le côté nord de l'E411 et se poursuit dans l'alignement de l'avenue Demey. Pour atteindre les numéros impairs suivants, on est obligé de retourner sur ses pas ou d'effectuer un détour considérable.
Si l'on veut déterminer à l'aide d'une carte, la longueur de l'avenue actuelle, on risque de tomber dans la confusion. Le côté aux numéros pairs compte une longueur de 640 m et l'autre côté, qui se compose de deux tronçons, mesure environ 200 m (du boulevard du Souverain à Dehoux), plus les 400 m restants de l'autre côté de l'E411.

### Origine du nom
Elle porte le nom de Gustave Demey (1881-1950) qui fut bourgmestre d'Auderghem de 1921 à 1932.

## Situation et accès
| ___ | Ce site est desservi par la station de métro : Demey. |

## Bâtiments remarquables et lieux de mémoire
Une autre vision des cicatrices laissées dans le paysage par la création de l'E411 apparaît dans la numérotation des immeubles. Le numéro 2 n'existe plus et on a l'impression que les numéros 4, 6 et 8 ont déménagé à présent au boulevard du Souverain. Au contraire, le côté impair commence sur la partie courte, de 21 à 47 et recommence avec un 93 sur la partie la plus longue de l'avenue.
Malgré la violence de ce glissement de terrain de la E411, la maison no 70 - qui avait reçu le premier permis de bâtir, le 23 avril 1927 - a pu tenir le coup jusqu'à présent.